# Henri Suter
Pour les articles homonymes, voir Suter.
Henri Suter, Heinrich Sutter ou Heiri Suter est un coureur cycliste suisse, né le 10 juillet 1899 à Gränichen, mort le 6 novembre 1978, à Bülach.

## Biographie
Il fut un spécialiste des classiques, et professionnel durant 23 années, de 1918 à 1946, totalisant 57 victoires dont Paris-Roubaix en 1923, Bordeaux-Paris en 1925, Paris-Tours en 1926 et 1927. Il est le premier coureur étranger à remporter le Tour des Flandres, en 1923.

## Palmarès
- 1918
  - Vice-champion de Suisse sur route
- 1919
  - Championnat de Zurich
  - Tour de Zurich
  - Grand Prix de l'Aurore
  - 2e du Giro della Provincia Milano
  - 2e du Grand Prix Aurore
  - 3e du Tour de Lombardie
  - 3e de Milan-Modène
- 1920

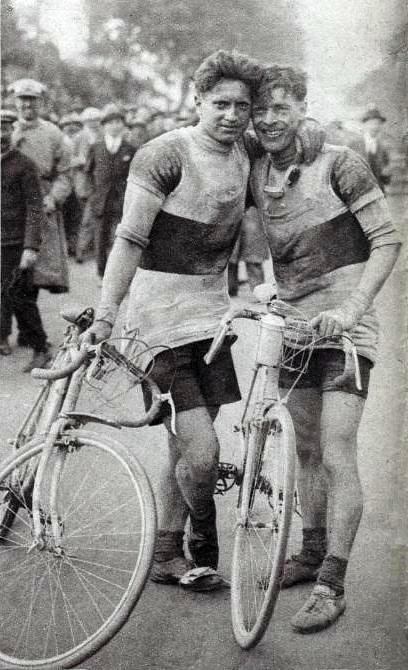
Les Suisses Henri Suter (1er) et Kastor Notter (2e), à l'arrivée de Paris-Tours 1926.

  -  Champion de Suisse sur route
  - Championnat de Zurich
  - Tour du Nord-Ouest de la Suisse
- 1921
  -  Champion de Suisse sur route
  - Tour du Nord-Ouest de la Suisse
  - Tour de la Suisse Orientale
  - Tour de Zurich
  - Genève-Zurich
  - Grand Prix Aurore
  - Critérium de Genève
  - 3e du Championnat de Suisse de vitesse
  - 7e du Tour de Lombardie
- 1922
  -  Champion de Suisse sur route
  - GP Wolber
  - Championnat de Zurich
  - Munich-Zurich
  - Tour du Nord-Ouest de la Suisse
  - Circuit de Fribourg
  - Circuit de Nêuchâtel
  - Circuit du Canton Vaudois
  - Circuit de la montagne-Pontarlier
  - 2e étape de Paris-Saint Étienne
  - 2e de Paris-Tours
  - 6e de Bordeaux-Paris
  - Grand Prix d'Auteuil
- 1923
  - Paris-Roubaix
  - Tour des Flandres
  - Munich-Zurich
  - Tour du Nord-Ouest de la Suisse
  - Vice-champion de Suisse sur route
  - 2e du Championnat de Zurich
  - 3e du Tour de la province de Milan (avec son frère Max)
- 1924
  - Circuit de Champagne :
    - Classement général
    - 2e étape

  - Championnat de Zurich
  - Tour du lac Léman
  - Grand Prix Griffon
  - Zurich-La Chaux de Fonds
  - 3e étape de Bordeaux-Marseille
  - Grand Prix Sporting
  - 2e de Paris-Lyon
  - 2e du Critérium des As
  - 2e de Bordeaux-Marseille
  - 3e du Tour de la province de Milan (avec son frère Max)
  - 7e de Paris-Roubaix
- 1925
  - Bordeaux-Paris
  - GP Wolber
  - Circuit de Champagne
  - Circuit du Canton Vaudois
  - Vice-champion de Suisse sur route
  - 2e du Tour du Nord-Ouest de la Suisse
  - 4e de Paris-Tours
  - 5e de Paris-Roubaix

- 1926
  -  Champion de Suisse sur route
  - Paris-Tours
  - Tour de Francfort
  - Tour de Cologne (Rund um Köln)
  - Württemberg Rundfahrt
  - Circuit de la montagne
  - 2e du Tour de Bavière
  - 3e de Berlin-Kottbus-Berlin
  - 3e de Romanshorn-Genève
  - 3e de Berlin-Hanovre-Berlin
- 1927
  - Paris-Tours
  - Tour de Francfort
  - Tour du lac Léman
  - 2e de Romanshorn-Genève
  - 3e du Quer durch Thüringen
  - 5e de Milan-San Remo
- 1928
  - Championnat de Zurich
- 1929
  -  Champion de Suisse sur route
  - Tour du lac Léman
  - Championnat de Zurich
  - Tour du Nord-Ouest de la Suisse
  - Circuit franco-suisse
- 1930
  - Tour du lac Léman
  - 2e du Tour du Nord-Ouest de la Suisse
  - 6e de Paris-Roubaix
- 1932
  -  Champion de Suisse de demi-fond
- 1933
  -  Champion de Suisse de demi-fond
- 1935
  - Vice-champion de Suisse de demi-fond
- 1936
  - Vice-champion de Suisse de demi-fond
- 1937
  - Vice-champion de Suisse de demi-fond
- 1938
  - Vice-champion de Suisse de demi-fond
- 1939
  - Vice-champion de Suisse de demi-fond
- 1941
  - Vice-champion de Suisse de demi-fond
- 1943
  - Vice-champion de Suisse de demi-fond

## Article  connexe
- Paul Suter